# Јован Илкић
Јован Илкић (Земун, 1857 — Нежидер, 1917) био је српски архитекта. Он је је знатно утицао на развој архитектуре у Србији у последњој четвртини 19. и почетком 20. века. Реализовао је око сто пројеката.

## Биографија
Рођен је у трговачкој породици у Земуну од оца Георгија и мајке Јелисавете као њихово пето дете. У Земуну је завршио основну школу и нижу гимназију. У Бечу је завршио реалну гимназију, а затим се уписао на студије архитектуре код Теофила Ханзена на Академији лепих уметности. Дипломирао је 1883. године. До августа исте године био је запослен у Ханзеновом бироу за грађење Парламента у Бечу, а затим је дошао у Србију, на позив краља Милана Обреновића, да доврши радове на уређењу Старог двора. По доласку у Србију запослио се у Министарству грађевина где је радио као контрактуални инжењер од 1883. до 1899. године и као редовни инжењер од 1900. до 1910. године.
У Мађарску је отишао 1910. године и током 1911. и 1912. године радио је на изградњи комплекса фабрике Пелман у Будимпешти. У Београд се вратио 1912. године.
Стварао је у класичном и српском националном стилу и одлично је баратао и необароком, неокласицизмом, романтизмом и сецесијом.
Сматра се да је као изузетно плодан градитељ успео да оствари стотинак пројеката.

## Пројекти
Пројектовао је многа значајна здања у Београду:
- кућу Алексе Крсмановића на Теразијама 31 (1885),
- кућу Милана Пироћанца у Француској 7 (око 1885),
- кућу Милорада Павловића у Краља Петра 13-15 (око 1890),
- Официрски дом у Краља Милана 48 (1895, са Милорадом Рувидићем),
- зграду Министарства војске у Кнеза Милоша 35 (1895), зграда је страдала у Априлском бомбардовању а срушена 1945. године,
- Дом Друштва Светог Саве у Цара Душана 13 (1889/1890),
- Народну скупштину (1902—1936),
- зграду осигуравајућег друштва Rossija (данас хотел Москва) (1906) у сарадњи са санкт петербуршким архитектима.

Међу значајна Илкићева дела у Србији спадају и
- црква Свете Тројице у Параћину (1894),
- зграда Начелства и зграда Окружног суда у Ваљеву (почетак 20. века),
- звоник и припрата старе цркве Светог Духа у Крагујевцу (1907) и др.

Јован Илкић је био ожењен Паулином-Паулом Кнепер из Беча. Имали су петоро деце: синове Павла и Ђорђа-Ђуру и ћерке Ангелину, Јелисавету-Елу и Јованку. Њихов син Павле био је, такође, архитекта и довршио је здање Народне скупштине у Београду, започето према очевом пројекту.